# Герб на Прусия
Гербът на Прусия е черен орел, който в течение на времето е изобразяван от сребърен на златен фон.
По времето на Кралство Прусия е емблема на кралската пруска коронована династия на Хохенцолерните, като черният пруски орел държи с ноктите на десния си крак скиптър, а с тези на левия си – кълбо. Този герб е в сила в периода 1701-1918 г. и е изобразяван и на лекото стрелково оръжие на армията на Прусия.
През 1933 г., когато министерството на вътрешните работи на Прусия е поето от бъдещия райхсмаршал Херман Гьоринг е въведен и нов стилизиран пруски герб.